# Italo Galbiati
Italo Galbiati (ur. 8 sierpnia 1937 w Mediolanie, zm. 8 marca 2023) – włoski trener piłkarski. Trenował m.in. zespół A.C. Milan.